# Роговской, Вадим Николаевич
Вадим Николаевич Роговской (6 февраля 1963, Курск) — советский футболист, защитник. Мастер спорта (1988).

## Карьера
Воспитанник курского футбола. В 1981—1987 годах играл во второй лиге в «Авангарде» (в 1982—1983 годах проходил армейскую службу белорусском городе Лида, где и играл за местную команду и в смоленской «Искре»). В 1985 году входил в сборную команду РСФСР. В 1987 году привлёк внимание тренеров московского «Торпедо» Вадима Никонова и Владимира Юрина. За четыре сезона провёл 89 матчей за команду в чемпионате.
В 1991 году уехал в Польшу, где на различных уровнях выступал до 2008 года.

## Достижения

### Командные
- Чемпионат СССР:

Третий призёр (2): 1988, 1991.
- Кубок СССР:

Финалист (3): 1988, 1989, 1991.

### Личные
- В списке 33 лучших футболистов сезона в СССР (2): № 3 — 1988, 1990.